# Otto Renois

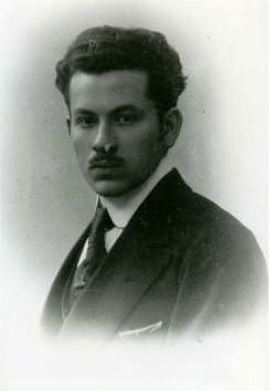
Otto Renois, um 1930

Otto Renois (* 8. August 1892 in Griesel; † 4. April 1933 in Bonn) war Modellschreiner und Stadtverordneter der KPD. Er gilt als erstes Todesopfer des Nationalsozialismus in Bonn.

## Leben und Wirken
Renois wurde in Griesel (seit 1945 Gryżyna) im brandenburgischen Landkreis Crossen (Oder) geboren, wo er das Schreinerhandwerk erlernte. Als Wandergeselle kam er nach Bonn, wo er sich 1919 niederließ. 1922 ging er mit der Bonnerin Margarethe Schlimbach eine Ehe ein, 1927 wurde der gemeinsame Sohn Manfred geboren. Die Familie wohnte in Poppelsdorf. 1925 legte Renois seine Meisterprüfung ab. Er war Mitglied des Deutschen Holzarbeiterverbandes und arbeitete bei der Kessenicher Möbelfabrik Kürten & Dinter, wo er zum Jahresende 1927 entlassen wurde, vermutlich wegen seiner Tätigkeit als Betriebsobmann. Bis zu seinem Tod blieb er arbeitslos.

### Politisches Engagement
Am 17. November 1929 wurde Renois über den Listenplatz 3 der Bonner KPD in den Bonner Stadtrat gewählt, wo er seine Partei u. a. im Wohlfahrts- und im Bauausschuss vertrat. Der Schwerpunkt seines Engagements lag in der Sozialpolitik, wovon eine Vielzahl von Anfragen und Anträgen aus seiner Feder Zeugnis ablegen, von Mietbeihilfen für Unterstützungsempfänger über die Anhebung der Wohlfahrtssätze bis zur Einrichtung von Suppenküchen. Renois gehörte zu den insgesamt vier Bonner Stadtverordneten in der Zeit der Weimarer Republik, die aus der Arbeitslosigkeit heraus in den Rat gewählt wurden.
Neben seiner Tätigkeit im Rat trat er auch als öffentlicher Redner bei KPD-Veranstaltungen in Erscheinung. Im September 1931 veranstaltete die Interessengemeinschaft für Arbeiterkultur gemeinsam mit dem Gesamtsportverband Dynamo Bonn einen sogenannten Sport- und Kulturtag auf dem Bonner Venusberg. Renois zeichnete als Verantwortlicher für den Verband.

### In der Illegalität
Bereits am 30. Januar 1933 – also unmittelbar nach der „Machtergreifung“ der Nationalsozialisten – tauchte Renois unter und hielt sich fortan in verschiedenen Wohnungen in Köln und Bonn versteckt, unter anderem im Friseurladen seines Schwagers Hans Höfs.
Bei den vorgezogenen Stadtratswahlen am 12. März erhielt die KPD trotz der Verfolgung infolge der Reichstagsbrandverordnung noch 7,1 % der Wählerstimmen, womit ihr weiterhin drei Ratsmandate zugestanden hätten. Allerdings wurden die gewählten Stadtverordneten der KPD – darunter Renois  – nicht mehr zur konstituierenden Sitzung des Bonner Stadtrats am 31. März eingeladen.

## Ermordung

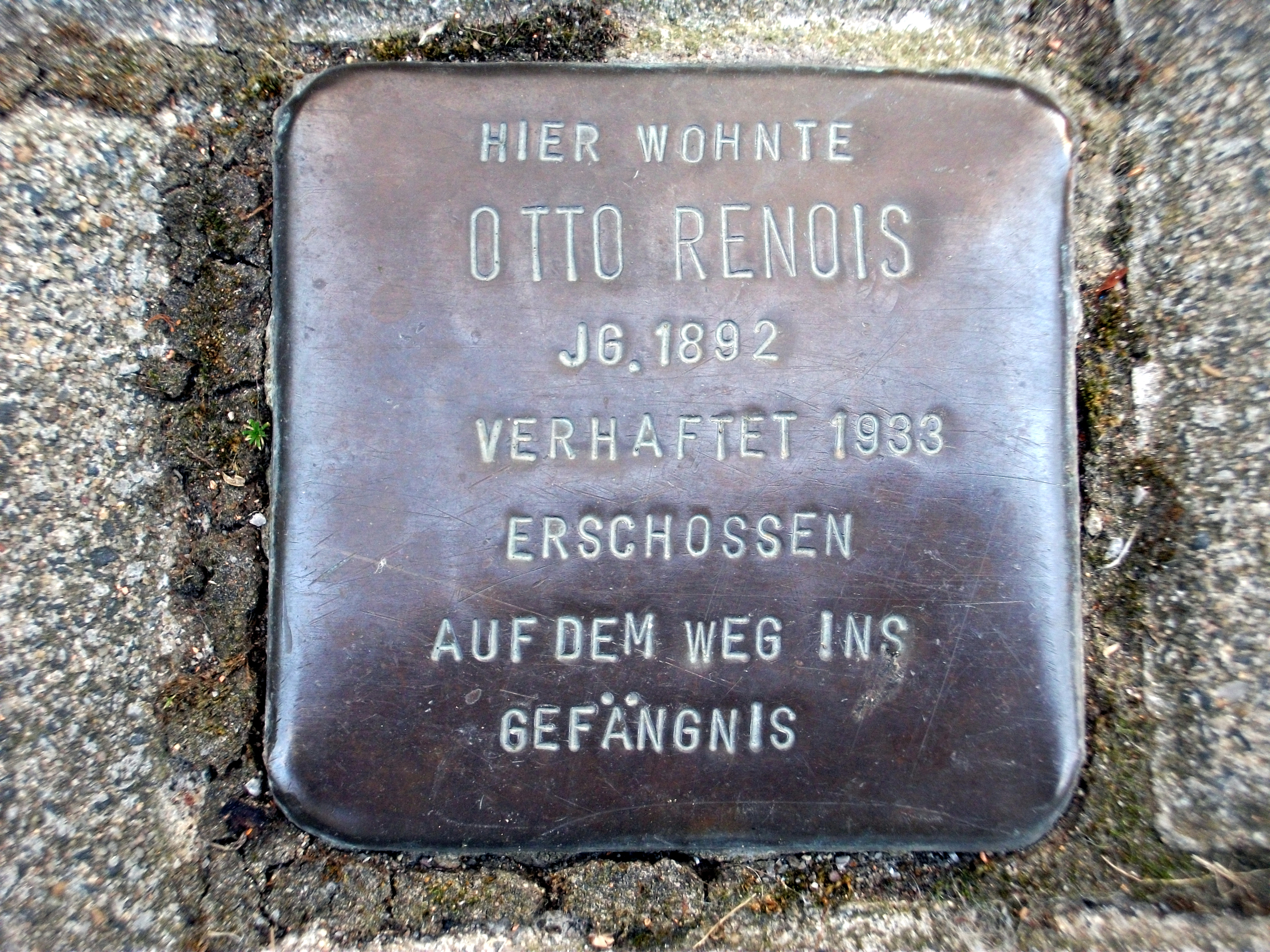
Stolperstein im Jagdweg 45

Im Gegensatz zu seinen ebenfalls in den Rat gewählten Genossen Wilhelm Parsch und Heinrich Lein (in „Schutzhaft“ seit dem 1. bzw. 23. März) war es Renois zunächst gelungen, sich einer Verhaftung zu entziehen. Dies machte ihn zum „meist gesuchten Bonner KPD-Funktionär“. Am Abend des 3. April kehrte er in seine Poppelsdorfer Wohnung zurück, vermutlich um sich von seiner Familie zu verabschieden, bevor er ins zur damaligen Zeit vom Völkerbund verwaltete Saargebiet flüchten wollte. Bei dieser Gelegenheit nahm ihn eine SS-Streife in „Schutzhaft“. Bereits beim Abtransport wurde er im Fahrzeug misshandelt. Laut Höfs wurde Renois’ Hut auf der Poppelsdorfer Allee aus dem Auto geworfen. Als Renois dem Befehl Folge leistete, den Hut zurückzuholen, wurde auf ihn geschossen. Gegen 1:30 Uhr am Morgen des 4. April wurde er mit einem Halsdurchschuss in die chirurgische Universitäts-Klinik eingeliefert, wo er von Alfred Gütgemann operiert wurde. Gegen 5:30 Uhr starb er an Herz- und Kreislaufversagen.
Margarethe Renois wurde erst nach dem Tod ihres Mannes informiert. Man bat sie und ihren Schwager Höfs, den aufgebahrten Leichnam Renois’ im gerichtsmedizinischen Institut zu identifizieren. Bei dieser Gelegenheit gelang es Höfs, heimlich ein Foto aufzunehmen. Anstatt des Leichnams wurde der Witwe geraume Zeit später eine Urne ausgehändigt.

### Nachwirkungen

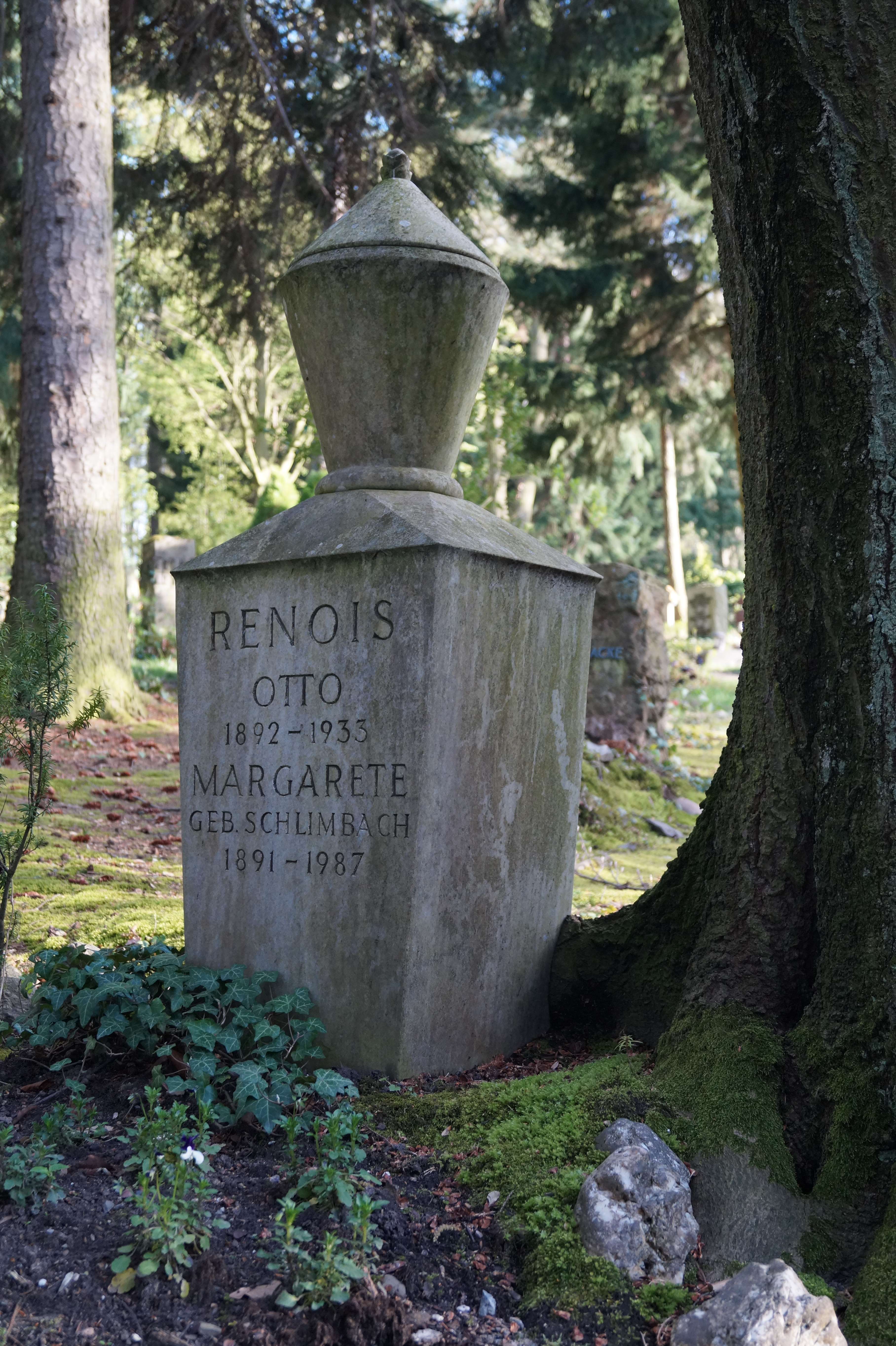
Grab von Otto Renois auf dem Poppelsdorfer Friedhof

Am 5. April 1933 erschien im Bonner General-Anzeiger eine kurze Meldung aus dem Büro des kommissarischen Oberbürgermeisters Ludwig Rickert, die behauptete, Renois sei „auf der Flucht“ erschossen worden. Es entstanden jedoch schon bald Zweifel an dieser offiziellen Version. Höfs brachte Abzüge seiner heimlichen Aufnahme in Umlauf, um auf den von breiten Teilen der Bevölkerung vermuteten Mord an Renois hinzuweisen. Zur Beerdigung am 15. April fand sich eine große Menschenmenge ein.
Margarethe Renois erstattete Anzeige gegen Peter Holzhauer, den Führer der SS-Streife, die ihren Mann verhaftet hatte. In der Nacht zum 1. Juni schrieben Freunde der Renois’ an eine Hausfassade in der Wilhelmstraße (in der sich auch das Landgericht befand) „Wann Mordprozeß Renois – Holzhauer?“. Kurze Zeit später wurde ein kommunistisches Flugblatt mit derselben Frage verbreitet. Holzhauer, seit 1930 Mitglied der NSDAP sowie der Bonner SS, war nach der „Machtergreifung“ zum Hilfspolizisten ernannt worden. Er war speziell zuständig für Verhaftungen und Verhöre politisch Verdächtiger und galt sowohl bei politischen Gegnern als auch bei seinen eigenen Leuten als äußerst gewalttätig. Die Ermittlungen wurden 1934 ohne Anklage eingestellt. Eine Beschwerde Margarethe Renois’ beim Justizministerium blieb ebenso erfolglos.
Ende August 1933 wurde ein Brief des Bonner Schreiners Johann Radermacher an eine holländische Familie beschlagnahmt und geöffnet. Darin berichtete dieser über die Bonner Verhältnisse unmittelbar nach der „Machtergreifung“. Vor allem wegen seiner ausführlichen Beschreibungen nächtlicher Verhaftungen sowie Misshandlungen durch SA und SS – das Schicksal Renois', den er als „sehr guten Bekannten“ bezeichnete, schildert er detailliert – und der Tatsache, dass der Brief ins Ausland adressiert war, wurde Radermacher am 17. November wegen Heimtücke zur Höchststrafe von zwei Jahren Gefängnis verurteilt.
Margarethe Renois wurde am 24. Juli 1935 wegen Kontakten zu Heinrich Lein und Wilhelm Parsch verhaftet. Parsch und Lein waren Teil einer kommunistischen Widerstandsgruppe, die eng mit der studentischen Widerstandsgruppe um Walter Markov zusammenarbeitete. Am 9. Mai 1936 wurde sie wegen „Vorbereitung zum Hochverrat“ in einem „minder schweren Fall“ zu zwei Jahren Gefängnis verurteilt. Während ihrer Haftzeit wurde die Grabstätte ihres Mannes eingezogen und der Gedenkstein beseitigt. 1940 konnte sie mit Hilfe eines ihr bekannten SA-Sturmführers die Wiederherstellung des Grabes erwirken.

#### Nach 1945
In der kurz zuvor gegründeten kommunistischen Volksstimme erschien am 4. April 1946 ein detaillierter Bericht über die Todesumstände Otto Renois'. Der Autor beklagte darin die unterlassene juristische Aufklärung des Falls sowie die Deckung des mutmaßlichen Täters Peter Holzhauer seitens der zuständigen Behörden. Der Bonner Stadtdirektor schrieb 1948 an die Staatsanwaltschaft, „der in Bonn allgemein als gewalttätig und gefährlich bekannte Peter Holzhauer“ sei gezielt auf Otto Renois angesetzt worden. Abermals blieb es aufgrund mangelnder Beweislage bei einem Ermittlungsverfahren.

## Ehrungen

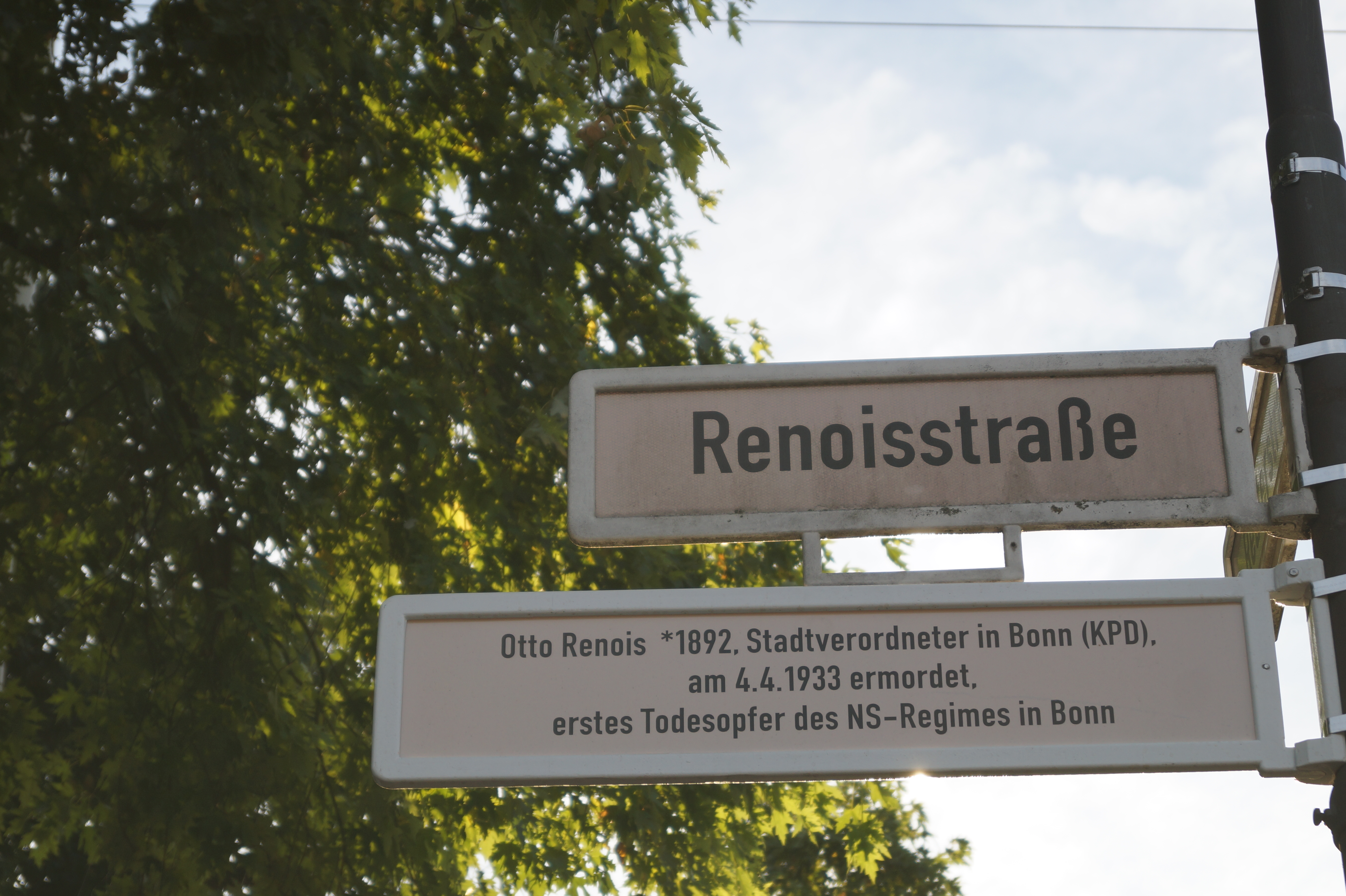
Straßenschild in der Bonner Reutersiedlung mit neuem Legendentext (2018)

Auf Beschluss des Bonner Stadtrats vom 5. August 1949 wurde in der damals neu entstehenden Reutersiedlung im Norden Kessenichs eine Straße nach Renois benannt.
In einer Vitrine vor dem Ratssaal im Bonner Stadthaus wird das vom Bonner Stadtarchiv zusammengestellte Gedenkbuch verfolgter Stadt- und Gemeindeverordneter aufbewahrt. Dort findet sich auch ein Eintrag zu Renois.
Sein Grab auf dem Poppelsdorfer Friedhof wird in der Liste der Ehrengräber geführt.
Im Gedenkraum der Gedenkstätte Bonn ist er Teil der Wandinstallation. Das dort ausliegende Gedenkbuch widmet ihm einen ausführlichen Beitrag.
2004 wurde vor seinem ehemaligen Wohnsitz im Poppelsdorfer Jagdweg ein Stolperstein verlegt.
Am 4. April 2018 legten Mitglieder des Bonner Kreisverbands der Partei Die Linke anlässlich Renois' 85. Todestag an seinem Grab einen Kranz nieder. Ein Vorstandsmitglied hielt eine Gedenkrede. Am 15. Mai beschloss die Bezirksvertretung Bonn einstimmig auf Antrag der Partei einen neuen Text für die Legendenschilder der Renoisstraße.

## Urteile über Renois von seinen Zeitgenossen
Renois war „wegen seines sozialen Engagements über die Parteigrenzen hinweg respektiert und anerkannt“. Selbst der NS-Oberbürgermeister  Rickert soll gesagt haben, „Renois sei ein ruhiger, sachlicher, vornehmer Mensch gewesen, der sich allgemeiner Beliebtheit erfreut habe“. Die langjährige CDU-Stadtverordnete Therese Körner bezeichnete Renois als „Edelmann“.